# 月亮代表我的心
《月亮代表我的心》是一首華語流行音樂經典歌曲，孫儀作詞、翁清溪作曲。陳芬蘭在她1973年5月發行的專輯《夢鄉》最先錄唱了這首歌曲。1977年經鄧麗君重新演繹後廣為流傳，成為華人社會乃至全球傳唱度最高的中文歌曲之一。這首歌入選2010年華語金曲獎《30年華語經典歌曲》之一。這首歌後來有日語、韓語、印尼語、越南語、英語、法語版及俄語等語言的填詞版本，并被眾多影視作品采用。

## 创作背景
翁清溪在三十多歲時曾遠赴美國波士頓伯克利音樂學院留學和學習音樂，這段期間他經常在校園附近的公園裡尋求創作靈感，若有啟發隨即順手寫下心得。翁清溪回到台灣後，挑選出覺得不錯的曲子交給好友作詞家孫儀，由孫儀填上歌詞後，即完成整首歌曲。原先《月亮代表我的心》是翁清溪覺得不好而準備丟棄的曲子，但孫儀在許多待廢的作品中無意間發現了它，孫儀驚覺這是首好歌，將它留下並為它填上了詞，這歌曲才得以出現在世人面前。1972年，兩人將這首歌曲賣斷給麗歌唱片。

## 陳芬蘭、劉冠霖版本
1973年5月，陳芬蘭發行專輯《夢鄉》，同年11月，劉冠霖發行專輯《月亮代表我的心》，兩人皆为麗歌唱片旗下歌手，也都在專輯收錄了這首歌。翁清溪接受訪問時表示，他交由陳芬蘭首先錄唱這首歌。
陳芬蘭在發行這張專輯時，她已是麗歌唱片的大牌歌星，只不過在錄完這張專輯後，她並未在台灣宣傳此專輯就出國唸書，而《月亮代表我的心》也并非主打歌，导致陳芬蘭版本的这首歌，一开始在台湾并未流传开来。反而是在東南亞地区，由於彼时陳芬蘭已打開市場，导致這首歌曲具有了一定知名度。反观劉冠霖这边，由于她当时是麗歌唱片的新人，唱片公司選擇以《月亮代表我的心》做為她同名專輯的主打歌，並安排她上電視節目宣傳歌曲，所以當時台灣流行傳唱的都是劉冠霖的版本。

## 鄧麗君版本
當時這首歌曲在東南亞地區和台灣地區已頗為流行。但讓《月亮代表我的心》重新再走紅一次的，是1977年由鄧麗君重新詮釋的版本；鄧麗君不只將這首歌唱紅，還成為經典。在《月亮代表我的心》之前，鄧麗君已經唱紅多首代表作，1972年的《南海姑娘》和《千言萬語》以及1973年的《路邊的野花不要採》等經典歌曲。鄧麗君的《月亮代表我的心》收錄在她《島國之情歌第四集-香港之戀》專輯中，由香港寶麗金發行，同專輯裡還有《小村之戀》和《香港之夜》等膾炙人口的歌曲。《月亮代表我的心》經過鄧麗君重新詮釋之後紅遍全球華人世界，它儼然已經和鄧麗君劃上等號，成為她的代表作，無論其它後輩歌手再怎麼翻唱，也無法取代或超越她的版本，時至今日，大家都把鄧麗君當成這首歌曲的原主唱了。

## 其他版本
《月亮代表我的心》在樂壇上被重新翻唱的次數已無法一一細數，除了被收錄在各家歌手的專輯中之外，這首歌曲亦是許多歌手在演唱會上必唱的曲目之一，如張國榮、梅艷芳和劉德華等都在演唱會上表演過此曲。台灣民歌手潘安邦在鄧麗君逝世十週年時，在自己演唱會上獻唱多首鄧麗君歌曲，其中就包含《月亮代表我的心》。據潘安邦表示，這首歌中有一個很高的音，其他人唱不上去，可能就會把整首歌降調來唱，但那樣的話歌曲中的韻味就沒有了。
陶喆的《月亮代表谁的心》，改编《月亮代表我的心》副歌旋律及混合西方音乐元素，收录于《黑色柳丁》专辑中。杨坤的歌曲《月亮可以代表我的心》副歌歌词也取自这曲，收录于专辑那一天中。
《月亮代表我的心》翻唱者除了華語歌手，也常被非華語系的歌手所翻唱，如西洋古典音樂界歌手海莉·薇思特拉（Hayley Westenra）和凱瑟琳·詹金斯（Katherine Jenkins）就先後在自己專輯中收錄過此曲，美国摇滚歌手瓊·邦·喬飛在2015年到台湾演唱时也录制此歌。夏川里美所翻唱的日語版本《永遠の月》、洪真英的韓語版本《기다리는 마음》（等待的心）。
2010年12月由全球華語音樂工作者之協作推廣機構《國際華語音樂聯盟》經三年籌備的「華語金曲獎」在廣州影音展揭曉，《月亮代表我的心》在「30年30歌」高居第一名。
2021年11月18日阿信因電視劇《華燈初上》所需，重新詮釋此首歌曲來作為主題曲，並由相信音樂來發布MV。
2023年1月21日泰國GMMTV制作的電視劇《午夜系列之月光油雞飯》此劇的主題曲由主演們翻唱此首歌曲中文版。

## 著作權之爭
1980年，《月亮代表我的心》被麗歌唱片向中華民國內政部登記為著作權人。翁清溪在2003年提起訴訟，要求麗歌唱片歸還包含《月亮代表我的心》在內共百餘首歌曲的著作權。這場官司纏訟長達七年，判決在2010年揭曉，翁清溪取回包含《月亮代表我的心》在內共157首歌曲的著作財產權。2012年8月翁清溪過世之後，他生前所有著作權益由遺孀陳麗花繼承。
2009年爆發麗歌唱片控告港商違反《著作權法》案，同年3月23日台北地檢署傳喚孫儀到庭作證；此時孫儀才發現《月亮代表我的心》已被麗歌唱片登記為著作權人，遂向法院提起訴訟爭取著作權。一審判決孫儀勝訴，麗歌唱片提起上訴；二審改判麗歌唱片擁有該曲著作權，孫儀提起上訴。最終，2012年11月30日中華民國最高法院三審判決，孫儀敗訴定讞。